# Rurício de Limoges
Rurício de Limoges (Arredores de Gourdon ?, c. 440 — Limoges, c. 507), foi um bispo e epistológrafo galo-romano.
Pertencia a uma família galo-romana de estatuto senatorial e grande proprietária de terras ao sul de Limoges, na antiga Gália romana. Provavelmente teve uma educação esmerada nos moldes clássicos, foi sagrado bispo de Limoges em torno de 485, e nesta condição permaneceu até sua morte. Em torno do ano 500 fundou uma igreja mal identificada, que provavelmente é aquela em torno da qual foi construída a Abadia de Saint-Augustin-lès-Limoges. Foi casado (em seu tempo o clero ainda podia casar) com Hibéria, filha do senador Omátio, de família rica e patrícia, tendo cinco filhos: Omátio, bispo de Tours; Epárquio, presbítero na Sé de Clermont-Ferrand; Constâncio, Leôncio e Aureliano, e uma ou mais filhas cujo nome se desconhece. Seu neto, Rurício II, também foi bispo de Limoges.
Foi personagem de grande influência, comemorado por seus contemporâneos como um perfeito exemplo de líder cívico e como um pai e patrono para a população católica, socorrendo os pobres e desvalidos e intervindo por eles junto à Justiça, ganhando largo prestígio pela sua caridade. Hoje é venerado como santo por algumas comunidades.
Deixou uma significativa correspondência em latim, da qual sobrevivem 83 documentos, fonte valiosa para o conhecimento da cultura, da moral e da religião na Gália romana na passagem do mundo clássico para o medieval, particularmente na visão da classe aristocrática. Foi muito mais reticente quanto à política, a maioria dos grandes acontecimentos do período não são sequer citados em suas cartas, pelo menos nas que chegaram a nós, e parece ter-se preocupado pouco com os dilemas políticos do século, nem com as lutas entre romanos, francos e visigodos que abalaram a região, mas, como exceção, deu informações importantes sobre a Batalha de Vouillé de 507, que resultou na expulsão dos visigodos para o sul e na tomada da área pelos francos. Tanto seu conteúdo como seu estilo são heterogêneos: há exemplos tratando de banalidades e outros versando sobre temas elevados e sofisticados; há os de um texto refinado e ornamental típico da retórica clássica, e outros são bem mais espontâneos e informais, próximos da linguagem vulgar. Muitos dos seus interlocutores são obscuros e desimportantes, mas teve entre seus amigos e correspondentes vários personagens de grande projeção no mundo intelectual da época, como Fausto de Riez, Sedato de Nîmes e Sidônio Apolinário. Na apreciação de Christian Settipani, "uma das figuras mais marcantes do episcopado galo-romano do fim do século V é incontestavelmente Rurício I, bispo de Limoges. Pois, além de sua atividade política, literária e eclesiástica, Rurício é um exemplo muito significativo dos laços estreitos entre a aristocracia e a Igreja galo-romana".
Rurício é um nome conhecido nos estudos sobre a controversa questão da "descendência da Antiguidade", pois segundo o epitáfio seu e de seu neto Rurício II, escrito por Venâncio Fortunato, eles eram descendentes da gens Anicia, uma das mais ricas e poderosas famílias romanas do Baixo Império. A veracidade deste epitáfio nunca foi seriamente contestada, fazendo com que Rurício seja um dos poucos personagens através dos quais se pode fazer uma ligação genealógica razoavelmente segura entre famílias da Idade Média e as da Antiguidade. Uma filha casou-se com Agrícola, filho do imperador Ávito, um parentesco que também é bem consolidado pela crítica recente.